# 巴特拉斯弗
巴特拉斯弗是德国北莱茵-威斯特法伦州的一个市镇。总面积135.95平方公里，总人口14222人，其中男性7112人，女性7110人（2011年12月31日），人口密度105人/平方公里。

## 友好城市
- 法國 卢瓦尔河畔新堡